# Acoelocalyx
Acoelocalyx is een geslacht van sponsdieren uit de klasse van de Hexactinellida.

## Soort
- Acoelocalyx brucei Topsent, 1910